# Forts de colline du Rajasthan
Les forts de colline du Rajasthan forment un groupe de sites répartis dans l'État du Rajasthan, au nord de l'Inde, inscrits au patrimoine mondial depuis 2013. 

## Sites
Ils comprennent les ensembles fortifiés suivants :  
- Chittorgarh
- Kumbhalgarh
- Fort de Ranthambore
- Gagron
- Fort d'Amber
- Fort de Jaisalmer

## Histoire
Ces forts furent construits entre le Ve siècle et le XVIIIe siècle. Ils sont considérés être les exemples subsistants les plus représentatifs de l'architecture militaire rajpoute, associée ici non seulement à l'aspect défensif, mais aussi à l'organisation et à l'épanouissement de véritables cités fortifiées. Les forts de colline au Rajasthan connaissent leur apogée durant la période médiévale (bien que préexistants — pour certains d'entre eux — à celle-ci), dans un contexte historique de déclin des grands royaumes indiens, de fragmentation et d'instabilité politique dans la région, et d'essor de nouveaux États formés par des vagues d'invasions successives moyen-orientales (califats omeyyades et abbassides, sous la gouvernance des émirats habbarides et de Multan) puis centre-asiatiques (ghaznévides, ghorides et les diverses dynasties du sultanat de Delhi). Entre le VIIIe siècle et le XIIIe siècle, le nord-ouest de l'Inde assiste à l'émergence et à l'affirmation politique d'un groupe social organisé en clan, les rajpoutes, qui prennent le contrôle de ce vaste territoire en y établissant de nombreux royaumes et principautés.
Si un nombre important d'autres forts (non inscrits) existent dans la région, ceux de cet ensemble se démarquent par leur aboutissement selon la typologie militaire rajpoute. Chacun constituant un exemple des quatre grandes catégories de forts répertoriées dans la littérature militaire indienne (notamment par l'Arthashastra), établies d'après la mise en valeur du terrain faite par la place forte. Sont ainsi distingués les forts de montagne, les forts d'eau, les forts de forêt et les forts de désert. Les forts de colline du Rajasthan sont tous des forts de « montagne » (en relief) qui combinent à leur situation topographique les éléments de renforcement mentionnés. Gagron est protégé par un méandre du Kali Sind, Jaisalmer est sise au cœur du désert du Thar, Ranthambore se trouve au sein du massif forestier du même nom. Ils sont considérés comme particulièrement bien défendus, les forts en relief étant les plus estimés dans cette tradition martiale, à l'opposé des forts de plaine. 
| \| Chittorgarh Kumbhalgarh Ranthambore GagronAmberJaisalmerDelhiMultanAhmedabad \| Localisation des forts de colline classés au Rajasthan |
| Chittorgarh Kumbhalgarh Ranthambore GagronAmberJaisalmerDelhiMultanAhmedabad                                                              |